# Perpetuum mobile

Perpetuum mobile cu bile

În accepția modernă, un perpetuum mobile este un dispozitiv ipotetic care poate funcționa un timp indefinit fără a fi alimentat de la o sursă de energie externă. Un asemenea motor este imposibil de realizat, întrucât el ar încălca principiile termodinamicii. Se discută despre următoarele tipuri de perpetuum mobile:
- Perpetuum mobile de speța întâi, care inițial viza încălcarea primului principiu al termodinamicii. Actual în această categorie intră toate dispozitivele care încalcă principiul conservării energiei, indiferent în ce formă.
- Perpetuum mobile de speța a doua, care inițial viza încălcarea celui de al doilea principiu al termodinamicii. Actual în această categorie intră toate dispozitivele care violează comportarea statistică a materiei la nivel molecular.
- Perpetuum mobile de speța a treia, concept de dată recentă. În această categorie intră dispozitivele care, deși nu schimbă energie cu exteriorul (sunt sisteme izolate), își păstrează mișcarea pe timp nelimitat, încalcând ireversibilitatea fenomenelor.

## Istoric

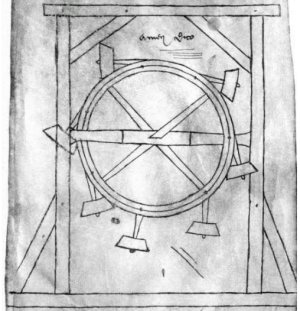
Roata cu ciocane a lui Villard de Honnecourt.

Istoricul mașinilor cu mișcare perpetuă se confundă cu istoria fizicii. Încercările de a realiza o astfel de mașină au dus la dezvoltarea cunoștințelor științifice.
- În jurul anului 500 î.Hr. filozoful grec Anaxagora afirmă că din nimic nu se obține nimic, și nimic nu poate fi anihilat.
- În jurul anului 1100 astronomul și matematicianul indian Bhāskara II  descrie un perpetuum mobile format dintr-o roata cu spițe umplute cu mercur.
- În anul 1235 meșterul francez Villard de Honnecourt descrie un perpetuum mobile format dintr-o roată dezechilibrată, cu șapte ciocane articulate.
- În 1269 Pierre de Maricourt (Petrus Peregrinus) descrie un perpetuum mobile care se baza pe acțiunea unui magnet natural.
- În jurul anului 1480 italianul Francisco di Giorgio descrie câteva mecanisme hidraulice cu circuit închis al apei.
- În 1480 Leonardo da Vinci face câteva schițe despre roata dezechilibrată și șurubul de apă al lui Arhimede. În jurul anului 1490 Leonardo da Vinci explică momentele forțelor la o roată cu greutăți și demonstrează imposibilitatea mișcării spontane a unei astfel de roți.
- În 1562 iezuitul german Johannes Taisnierus (Johann Tausner) descrie un perpetuum mobile format dintr-o rampă, un magnet și o bilă de fier.
- În 1586 olandezul Simon Stevin demonstrează imposibilitatea funcționării unui perpetuum mobile bazat pe planuri înclinate.
- În 1640 matematicianul René Descartes afirmă că „în natură, suma cantităților tuturor tipurilor de materie și a vitezelor lor este constantă”. Confuzia dintre energie și putere conduce la dispute.
- În 1645 A. Martin inventează un ceas hidraulic acționat prin capilaritate.
- În 1648 englezul John Wilkins explică de ce nu funcționează mașina lui Taisnierus.
- În 1660 matematicianul, fizicianul și astronomul olandez Christian Huygens stabilește legile conservării momentului cinetic al corpurilor în rotație.
- În 1685 Robert Boyle descrie un perpetuum mobile chimic. Se presupune că ar fi observat o reacție chimică oscilantă.
- În 1685 Denis Papin propune un perpetuum mobile care violează echilibrul lichidelor în tuburi comunicante.
- În 1686 Gottfried Wilhelm Leibniz relevă erorile lui Descartes și definește energia potențială drept produsul forței și a înălțimii.
- În 1712 Johann Ernst Elias Bessler, zis Orffyreus prezintă în Germania prima sa mașină cu mișcare continuă. Primește bani pentru a construi alte mașini și scrie o carte, Perpetuum Mobile Triumphans. Descrierea mașinii îi este trimisă lui Isaac Newton, care însă nu răspunde. Frauda este descoperită în 1727.
- În 1742 Johann Bernoulli senior descrie un mecanism bazat pe osmoza dintre două lichide.
- În 1750 Pierre Jaquet Droz construiește un ceas cu un mecanism cu lamă bimetalică acționată de variațiile de temperatură ale mediului ambiant.
- În 1751 Louis Antoine LePlat construiește un ceas tras de un mecanism acționat de vânt.
- În 1763 Andrew Doswill construiește un dispozitiv cu un rotor de fier care se rotește într-un câmp magnetic staționar.
- În 1775 la sugestia lui Pierre Simon Laplace, Academia Franceză de Științe publică în analele sale un text care începe cu: Construcția unei mașini cu mișcare perpetuă este absolut imposibilă. De atunci, Academia refuză examinarea oricărui dispozitiv care se pretinde a fi un perpetuum mobile.
- În 1775 englezul Coxe construiește un ceas acționat de recipiente cu mercur deplasat de presiunea barometrică.
- În 1815 un oarecare Ramis în München prezintă un dispozitiv electrostatic cu mișcare perpetuă, acționat de fapt de pile galvanice Zamboni.
- În 1827 William Congreve, ofițer, savant și ceasornicar propune un perpetuum mobile acționat prin capilaritatea unor bureți scufundați într-un lichid.
- În jurul anului 1815 elvețianul David Robert Geiser construiește un ceas perpetuu, frauda fiind descoperită după moartea sa.
- În 1843 James Prescott Joule determină echivalentul mecanic al caloriei și a altor forme de energie.
- În 1848 Hermann von Helmholtz formulează principiul conservării energiei.
- În jurul anului 1880 Ludwig Boltzmann interpretează căldura drept un fenomen mecanic, care poate fi descris prin metode statistice.
- În 1872 John Worell Keely prezintă un dispozitiv oscilant care ar scoate energie din eter. După moartea sa, în 1898 se descoperă că dispozitivul era acționat cu aer comprimat.
- În 1880 James Clerk Maxwell descrie experimentul mental al Demonului Maxwellian.
- În 1880 Rudolf Clausius formulează primele două legi ale termodinamicii în forma cunoscută astăzi.
- În jurul anului 1900 biroul de patente german refuză cca. 320 de cereri de brevete pentru mașini cu mișcare perpetuă.
- În 1903 John William Strutt, (Lord Rayleigh) construiește un ceas cu radiu, a cărei funcționare a fost explicată doar prin teoria relativității a lui Albert Einstein.
- În 1910 Walther Nernst formulează a treia lege a termodinamicii, lege reformulată ulterior de Max Planck.
- În 1955 rusul Belousov descoperă o reacție chimică oscilantă, care pare a contrazice principiul al doilea al termodinamicii. Cercetările sunt continuate în 1968 de Jabotinski.
- În 1995 Aldo Costa depune o cerere de brevet pentru o roată cu mișcare perpetuă gravitațională, obținută prin „unificarea mecanicilor clasică și cuantică”.
- În 2003 Mihail Smeretcianski obține un brevet francez pentru o mașină de tip perpetuum mobile, bazată pe flotabilitate.

## Tipuri de perpetuum mobile
În accepție termodinamică se discută doar despre perpetuum mobile de speța întâi și a doua, corespunzător echivalenței dintre lucru mecanic și căldură. În sens larg, expresia este folosită la toate dispozitivele cu mișcare perpetuă, indiferent de formele de energie (electrică, magnetică etc.) care intervin. Definitorii sunt legea conservării energiei și problema ireversibilității. Unele dispozitive își obțin mișcarea din surse de energie neconvențională, „ecologice”, însă, deși apar ca noi surse de mișcare, evident, nu sunt niște perpetuum mobile.

### Perpetuum mobile de speța întâi
Un perpetuum mobile de speța întâi este un sistem fizico-chimic care ar funcționa ciclic și ar efectua, într-un număr de cicluri complete, lucru mecanic, fără a primi din exterior energie sub formă de lucru mecanic sau căldură. Imposibilitatea de a realiza un astfel de sistem este o consecință a primului principiu al termodinamicii. Din acesta rezultă imposibilitatea realizării, atât a acestui perpetuum mobile, cât și a reciprocului său, adică a unui sistem care să funcționeze ciclic și să primească, într-un număr de cicluri complete, lucru mecanic, fără să cedeze în exterior energie sub formă de lucru mecanic sau căldură.

### Perpetuum mobile de speța a doua
Un perpetuum mobile de speța a doua este un sistem fizico-chimic care ar funcționa ciclic și ar efectua, într-un număr de cicluri complete, lucru mecanic, schimbând căldură cu o singură sursă de căldură, sursa fiind un sistem fizico-chimic de temperatură uniformă. Imposibilitatea de a realiza un astfel de sistem este o consecință a celui de al doilea principiu al termodinamicii. Problema demonului lui Maxwell este până azi un obiect de discuție.
Unele dispozitive electrochimice ca pilă Karpen pot valorifica căldura mediului ambiant în mod izoterm.

### Perpetuum mobile de speța a treia
Expresia perpetuum mobile de speța a treia este de dată recentă, nu este legată de termodinamică și se referă la sisteme fizico-chimice izolate care, odată puse în mișcare, deoarece nu schimbă energie cu mediul ambiant și nu-și schimbă forma energiilor din sistem (în jargon tehnic sunt lipsite de pierderi) își păstrează mișcarea pe timp nelimitat. Imposibilitatea de a realiza un astfel de sistem derivă din ireversibilitatea fenomenelor.

## Exemple de perpetuum mobile

### Perpetuum mobile care nu funcționează
Acestea sunt dispozitive care nu funcționează, iar explicația de ce nu funcționează a fost dată.
| Roata dezechilibrată. Se presupunea că masele dintr-o parte a roții (bile pe tije, bile libere, ciocane, mercur etc.) pot dezechilibra roata, care se va roti, producând lucru mecanic. Echilibrul forțelor și al momentelor unei astfel de roți (figura alăturată) a fost demonstrat de Leonardo da Vinci. Situația este comună tuturor roților mecanice „magice”. |
| Roata lui Orffyreus. Roata lui Orffyreus este, după cum a fost desenată de Johann Bessler (figura de alături, sus) un volant care odată pus în mișcare se învârte fără oprire. Secretul este descoperit în 1727, când servitoarea sa dezvăluie cum impulsiona ea mașina (figura de alături, jos), impuls suficient pentru menținerea roții în rotație câteva zile. |
| Planuri înclinate. Simon Stevin a conceput un perpetuum mobile în care a presupus că cele patru bile de pe o pantă a planului vor trage cele două bile de pe cealaltă pantă, rezultând o mișcare continuă. Nefuncționarea dispozitivului a dus la descoperirea echilibrului forțelor pe un plan înclinat. Problema (și explicația nefuncționării) este similară la toate dispozitivele gravitaționale pe bază de lanțuri cu diferite lungimi și poziții. |
| Șurub hidraulic. Șurubul hidraulic al lui Arhimede, aplicat la o mașinărie din jurul anului 1660. În aplicația din imaginea alăturată se intenționa ca apa ridicată de un șurub Arhimede în partea de sus a instalației să fie folosită la acționarea unei roți hidraulice. Această roată acționa, printr-un angrenaj, șurubul hidraulic și o piatră de tocilă. Autorul schiței presupunea că debitul de apă era suficient nu numai pentru acționarea roții hidraulice, ci și pentru răcirea pietrei de tocilă. Randamentele roții și a șurubului hidraulic, datorită frecărilor și neetanșeităților, nu permit funcționarea perpetuă a instalației. |
| Curea care plutește. Corpurile galbene sunt corpuri flotante, care sunt împinse în sus în ramura cu lichid de forța arhimedică, acționând roțile. Introducerea corpurilor în partea de jos necesită însă o forță care echilibrează exact flotabilitatea. Frecările și neetanșeitățile opresc mișcarea. |
| Roată plutitoare. Autorul propunerii presupunea că roata, fiind confecționată din lemn, în apă plutește. Deci sfertul de roată imersat este împins de forța arhimedică în sus, acționând roata. În realitate, forța arhimedică este rezultanta presiunii lichidului asupra părții imersate a obiectului, rezultantă care la această construcție este zero. ca urmare, roata nu se mișcă. Situația este comună tuturor roților imersate în două sau mai multe fluide cu densități diferite. |
| Cupa lui Boyle. Ideea se baza pe capilaritate. Lichidul trebuia să aibă o tensiune superficială mai mică decât forța de adeziune la pereți (de exemplu apă în vas de sticlă), ceea ce duce la ridicarea lichidului în tubul capilar C. Acesta readuce lichidul în vas, realizând o mișcare perpetuă. Dispozitivul nu fucționează deoarece forțele capilare rețin lichidul în tubul capilar, nu-l eliberează în vas. Tubul capilar poate fi înlocuit cu corpuri poroase (fitile, bureți), cu același rezultat și motiv de nefuncționare. |
| Dispozitivul lui Maricourt. Acest dispozitiv a fost propus tocmai în scopul studierii proprietăților magneților. A este un magnet care atrage bila B în sus pe planul înclinat M. Cînd ajunge sus, bila cade prin orificiul C pe panta în formă de arc de cicloidă N, unde gravitația o accelerează spre D, unde se întoarce pe rampa M și mișcarea continuă. Dispozitivul nu funcționează deoarece forțele magnetică și gravitațională se echilibrează într-un punct de pe traseu (punct situat de fapt pe cicloidă), iar frecarea oprește mișcarea în acel punct.                                                                                  |
| Grup motor-generator electrice. Acest sistem se presupune că ar funcționa în modul următor: motorul electric antrenează prin transmisia mecanică generatorul electric, care produce curent, care alimentează motorul electric, obținându-se mișcarea perpetuă. Sistemul nu funcționează deoarece atât motorul, cât și generatorul doar transformă o formă de energie (cea mecanică, respectiv cea electrică) în alta, transformare care nu poate genera nimic în plus, ba chiar pierderile limitează randamentul transformărilor. Ca urmare, odată consumată energia impulsului inițial, sistemul se oprește.                                        |

### Pseudo perpetuum mobile
Acestea sunt sisteme care aparent funcționează, iar explicația de ce funcționează și ce fel de surse de energie folosesc, uneori mascate, a fost dată.
- Mișcarea electronilor în jurul nucleului. Acest fenomen se petrece la scară submoleculară, scară la care statistica aplicată fenomenelor moleculare nu se aplică. Fenomenele de la această scară se abat de la mecanica clasică și sunt explicate de mecanica cuantică.

- Mișcarea planetelor. Pierderile energetice ale fenomenului sunt foarte mici, astfel că la scara temporală a vieții unui om mișcarea pare neîncetinită. La scară temporală a universului mișcarea planetelor se modifică foarte mult. Conform principiului al doilea a termodinamicii mișcările planetelor (ca și orice altă mișcare) se vor opri[necesită citare]când entropia va atinge maximul[necesită citare], rezultând „moartea termică a universului”. În aceste considerații se omite că principiul al doilea a termodinamicii se referă la sisteme finite, la scara accesibilă în momentul de față omului, sisteme ale căror limite sunt în contact cu „mediul ambiant”, noțiuni care-și pierd sensul la scara universului.

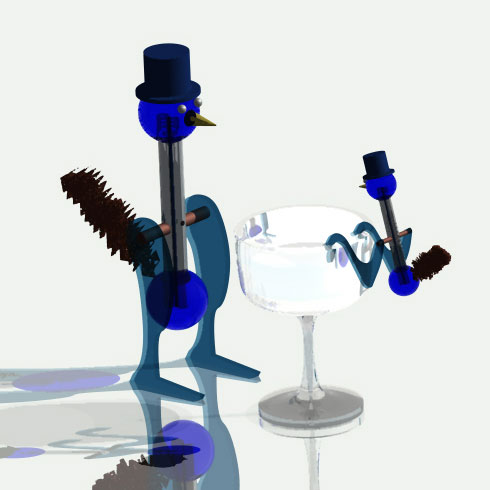
Pasărea care bea apă.

- Pasărea care bea apă. Dispozitivul execută o mișcare oscilantă, pasărea muindu-și periodic ciocul in apă. Este un motor termic clasic, mai exact un motor Stirling, la care agentul termic este un lichid foarte volatil. Folosește două surse de căldură: drept sursă caldă folosește atmosferă, iar drept sursă rece o cantitate de apă înmagazinată în structura poroasă a capului, apă care preia căldură prin evaporare. Fără o cantitate de apă care trebuie furnizată în stare lichidă și iese din sistem sub formă de vapori dispozitivul nu funcționează. Desigur, aceste surse se găsesc în natură din abundență (aerul și apa mărilor), însă realizarea practică a unui asemenea dispozitiv este neeconomică datorită proprietăților fizice ale substanțelor, mai precis, conductivitatea termică a agentului termic, care limitează viteza de evaporare.

- Ceasul care se trage singur. Astfel de dispozitive sunt mașini termice acționate de variațiile de temperatură sau presiune (ceasul Atmos) ale mediului ambiant. Pentru a funcționa, drept a doua sursă servește dispozitivul propriu-zis, masele căruia trebuind să fie în dezechilibru termodinamic cu mediul ambiant. Dacă parametrii de stare ai mediului rămân constanți dispozitivul se oprește.

- Pompele de căldură. O pompă de căldură apare a avea o eficiență mult supraunitară (de câteva ori). Aici este vorba de o neînțelegere de termeni, prin „eficiența” unei pompe de căldură se înțelege raportul dintre cantitatea de căldură vehiculată de pompă (nu generată) și lucrul mecanic consumat pentru această vehiculare. Evident, în cadrul bilanțului energetic pompa preia această căldură de la sursa rece, de obicei mediul ambiant și o transmite sursei calde, având nevoie pentru asta de un consum de lucru mecanic, căci, conform principului al doilea al termodinamicii căldura nu trece de la sine de la sursa rece la sursa caldă (însă trecerea poate fi forțată consumând lucru mecanic).

- Radiometrul Crookes. Este format dintr-o morișcă foarte ușoară, care are frecări în lagare foarte mici, plasată într-un balon de sticlă vidat parțial. Paletele sunt pe o față negre, iar pe cealaltă albe sau lustruite. Dispozitivul, expus la o radiație luminoasă sau infraroșie începe să se învârtă. Explicația este că paletele îndreptate cu partea neagră spre sursa radiantă se încălzesc mai mult de la radiație, cedează căldura moleculelor de gaz care mai sunt în balon și asupra lor apare o reacțiune mai mare decât asupra paletelor opuse, ca urmare morișca se mișcă. Din punct de vedere termodinamic este un motor cu două surse de căldură, paletele negre și mediul ambiant. Acest radiometru a fost construit de William Crookes în 1873.

- Un dispozitiv electromagnetic oarecare, privind prin prisma legilor termodinamicii. Un motor electric cedează mediului și lucru mecanic, și căldură, aparent încălcând primul principiu al termodinamicii. Evident, aici este vorba de consumul echivalent al unei alte forme de energie (energia electrică), dispozitivul conformându-se legii conservării energiei.

### Dispozitive cu mișcare perpetuă neexplicată
Acestea sunt dispozitive care funcționează, aparent sfidând legile cunoscute ale fizicii. Un exemplu sunt curenții electrici în circuite supraconductibile. Acest fenomen este încadrat ca perpetuum mobile de speța a treia și cercetările sunt în curs, fiind implicate fenomenele cuantice.

### Dispozitive controversate
- Pila Arhivat în 11 februarie 2008, la Wayback Machine. lui Nicolae Vasilescu-Karpen
- Generatorul N-1 Homopolar al lui De Palma Arhivat în 8 martie 2017, la Wayback Machine.
- Roata gravitațională a lui Aldo Costa Arhivat în 27 septembrie 2007, la Wayback Machine.
- Motorul cu magneți al lui Perendev Arhivat în 27 septembrie 2007, la Wayback Machine.
- Dispozitivul cu flotabilitate variabilă al lui Smeretcianski

## Brevete de invenții
Brevetele de invenții asigură protecția ideii tehnice, a proprietății intelectuale. Oficiile de brevete ale unor țări, cum este Germania, cer ca aceste idei să fie și realizabile practic. Ca urmare, având în vedere avizul negativ al comunității științifice, ele nu acceptă cererile de brevete pentru dispozitive care se declară a fi perpetuum mobile. Oficiile altor țări lasă în responsabilitatea autorului realizarea practică, considerând că nu este cazul să decidă ele dacă o invenție este realizabilă sau nu. Sigur că daca o idee nu este realizabilă, ea nu poate fi realizată nici de cei ce nu dețin brevetul, deci nu poate exista litigiu. Dacă este relizabilă, protecția funcționează, ceea ce și este scopul brevetului.